# Vistova, Kaluș
Vistova (în ucraineană Вістова) este localitatea de reședință a comunei Vistova din raionul Kaluș, regiunea Ivano-Frankivsk, Ucraina.

## Demografie
Componența lingvistică a localității Vistova
     Ucraineană (99,51%)
     Alte limbi (0,49%)
Conform recensământului din 2001, majoritatea populației localității Vistova era vorbitoare de ucraineană (99,51%), existând în minoritate și vorbitori de alte limbi.